# Liste der Geotope in Amberg
Diese Liste enthält die Geotope der oberpfälzer Stadt Amberg in Bayern.
Die Liste enthält die amtlichen Bezeichnungen für Namen und Nummern des Bayerischen Landesamt für Umwelt (LfU) sowie deren geographische Lage. Diese Liste ist möglicherweise unvollständig. Im Geotopkataster Bayern sind etwa 3.400 Geotope (Stand März 2020) erfasst. Das LfU sieht einige Geotope nicht für die Veröffentlichung im Internet geeignet. Einige Objekte sind zum Beispiel nicht gefahrlos zugänglich oder dürfen aus anderen Gründen nur eingeschränkt betreten werden.
| Name                                         | Bild | Geotop ID | Gemeinde / Lage | Geologische Raumeinheit | Beschreibung | Fläche m² / Ausdehnung m | Geologie                         | Aufschlussart      | Wert     | Schutzstatus            | Bemerkung |
| -------------------------------------------- | ---- | --------- | --------------- | ----------------------- | --- | ------------------------ | -------------------------------- | ------------------ | -------- | ----------------------- | --------- |
| Knockfelsen im Ammerbachtal NW von Lengenloh |      | 361R001   | Amberg Position | Mittlere Frankenalb     | Im Ammerbachtal ragen mehrere Frankendolomitfelsen als einzelne, durch Erosion freigelegte Kuppen – sogenannte Knocks – aus der kreidezeitlichen Sedimentdecke heraus. Beim Kreuzfelsen und dem nördlich gelegenen Knockfelsen (auf Weideflächen) ist deutlich eine dickbankige, kuppelförmige Lagerung zu erkennen. Es handelt sich hier um die ehemaligen Riffkuppeln, die durch die Verwitterung herausmodelliert wurden. | 500 25 × 20              | Typ: Felskuppe Art: Dolomitstein | Felshang/Felskuppe | wertvoll | Naturdenkmal, Naturpark |           |